# Capitonius tricolorvalvus
Capitonius tricolorvalvus är en stekelart som beskrevs av Ent 1999. Capitonius tricolorvalvus ingår i släktet Capitonius och familjen bracksteklar. Inga underarter finns listade.